# Avante Camarada
Avante Camarada, ou Avante Camarada!, é uma canção, cuja letra e música são da autoria do compositor e intérprete Luís Cília. Foi composta em 1967 durante o seu exílio em Paris, destinando-se à transmissão na Rádio Portugal Livre. A interpretação ficou a cargo de Luísa Basto. Teve direito a três edições:
1. Em 1967, interpretada por Luísa Basto, acompanhada da orquestra "Ecrã azul", editada em Moscovo pela editora Melodia na compilação "Canções Portuguesas"
2. Em 1974, com arranjos e direção de Pedro Osório para a editora Sasseti, mais uma vez interpretada por Luísa Basto
3. Em 1981, com novos arranjos de Pedro Osório, interpretada igualmente por Luísa Basto, acompanhada pelas vozes de Carlos Alberto Moniz, Carlos Mendes, Fernando Tordo, Maria do Amparo, Samuel e Pedro Osório, com a participação de uma orquestra de 25 elementos.

Tornou-se uma das mais conhecidas músicas de resistência antifascista e uma espécie de segundo hino do PCP, sendo muito popular entre os seus militantes e simpatizantes.